# Menú degustación

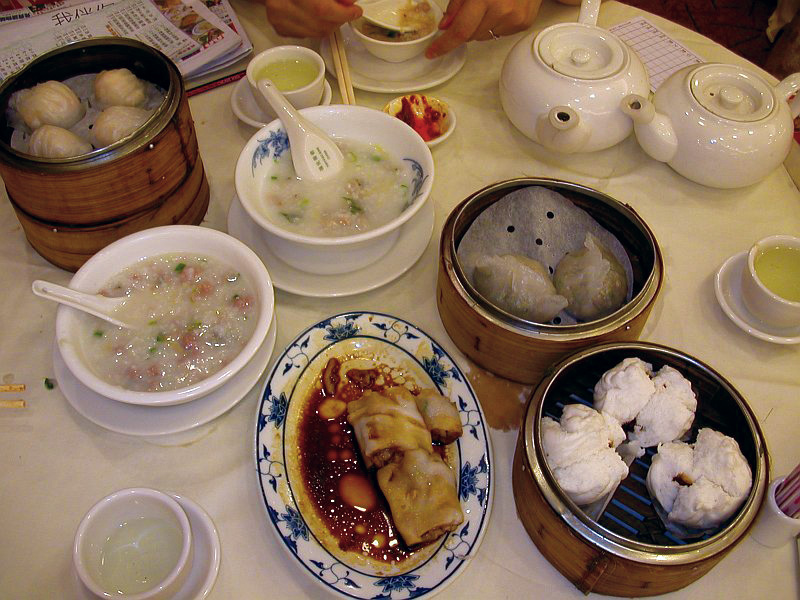

El menú de degustación en un restaurante es una agrupación relativamente grande de pequeños platos en una comida, la idea del menú de degustación es dar la posibilidad a un cliente de poder probar una amplia gama de platos, en lugar de tan sólo unos cuantos. algunos restaurantes poseen chefs especializados en la elaboración de menús de degustación, mientras que en otros casos se trata de una opción dentro del menú. 

## Características
El ofrecimiento de menús de degustación se hace para proporcionar a un cliente los sabores de una cocina en particular, o para ofrecer especialidades caseras o alguna variante local de ingredientes. Cuando se contrata un queque a un restaurante, se suelen ofrecer menús de degustación para que los compradores del servicio se puedan hacer una idea de los platos que se van a servir.
En el Menú de Degustación en cliente puede vivir una experiencia gastronómica no tradicional donde tendrá el privilegio de sentarse en la mesa del chef en una cocina abierta donde puede probar una cantidad de platos distintos y cada uno maridado con una bebida diferente